# مدرسة سانيا الدولية
مدرسة سانيا الدولية هي مدرسة دولية خاصة تقع في سانيا، الصين.

## وصلات خارجية
- The International School of Sanya
- (بالصينية) The International School of Sanya
- Canadian International School of Sanya (Archive)